# Trachysomus gibbosus
Trachysomus gibbosus är en skalbaggsart som beskrevs av Jean Baptiste Lucien Buquet 1852. Trachysomus gibbosus ingår i släktet Trachysomus och familjen långhorningar. Inga underarter finns listade i Catalogue of Life.